# Lexus RZ
A Lexus RZ a Toyota prémium almárkájának, a Lexusnak egy akkumulátoros elektromos SUV autótípusa. A Toyota bZ4X/Subaru Solterrával megosztott e-TNGA platformra épül. A Lexus márka első dedikált akkumulátoros elektromos járműve, amelyet világszerte eladnak, és egyben a második akkumulátoros elektromos modell az ICE-alapú UX 300e után.

## Története
2021 márciusában bemutatták a Lexus RZ alapjául szolgáló az LF-Z Electrified koncepcióautót. Az RZ prototípusát 2021 decemberében mutatták be a Toyota sajtótájékoztatóján, hogy bejelentsék jövőbeli terveiket az akkumulátoros elektromos modellek bevezetésével kapcsolatban. A sorozatgyártású modellt 2022. április 20-án egy sajtóeseményen mutatták be, és május végén, a Le Volan Cars Meet 2022 Yokohama rendezvényen mutatták be először a nagyközönségnek. A Lexus RZ-t a Toyota shimoyamai műszaki központjában fejlesztették ki.
2022-ben került forgalomba Lexus RZ 450e, amely „Direct4” összkerékhajtással és opcionálisan steer-by-wire rendszerrrel van felszerelve.

## Tervezés

### Erőátviteli rendszerek
| Modell  | Elektromos motor | Terjedés | Erő    | Nyomaték |
| ------- | ---------------- | -------- | ------ | -------- |
| RZ 450e | 1× 1XM (elöl)    | eAxle    | 150 kW | 265 Nm   |
| RZ 450e | 1× 1YM (hátul)   | eAxle    | 80 kW  | 170 Nm   |

A Lexus RZ 450e első motorja a bZ4X elsőkerék-hajtású változatából, míg a hátsó egység ugyanannak az autónak az összkerékhajtású változatából származik, így gyorsabb, mint a bZ4X/Solterra. A „DIRECT4” rendszer használatával az első/hátsó tengely nyomatéka 100:0 és 0:100 között folyamatosan változtatható; normál vezetés közben a nyomatékmegosztás 40:60 és 60:40 között mozog.
Az akkumulátor megegyezik a bZ4X/Solterra akkumulátorával, kapacitása 71,4 kWh. Az RZ 450e becsült hatótávolsága 395-440 km a WLTP vezetési ciklus alatt, a kerékmérettől függően. A maximális töltési sebesség 150 kW. A regeneratív fékezés négy fokozata áll rendelkezésre; a legalacsonyabb szint teljesen kiküszöböli a regenerációt, és a mechanikus (hidraulikus) fékrendszerre támaszkodik. Az RZ 450e főmérnöke, Takashi Watanabe szerint ezt a hagyományosabb fékezési érzés érdekében tették. Maximális regenerációnál a lassulás mértéke 1,5 m/s2.

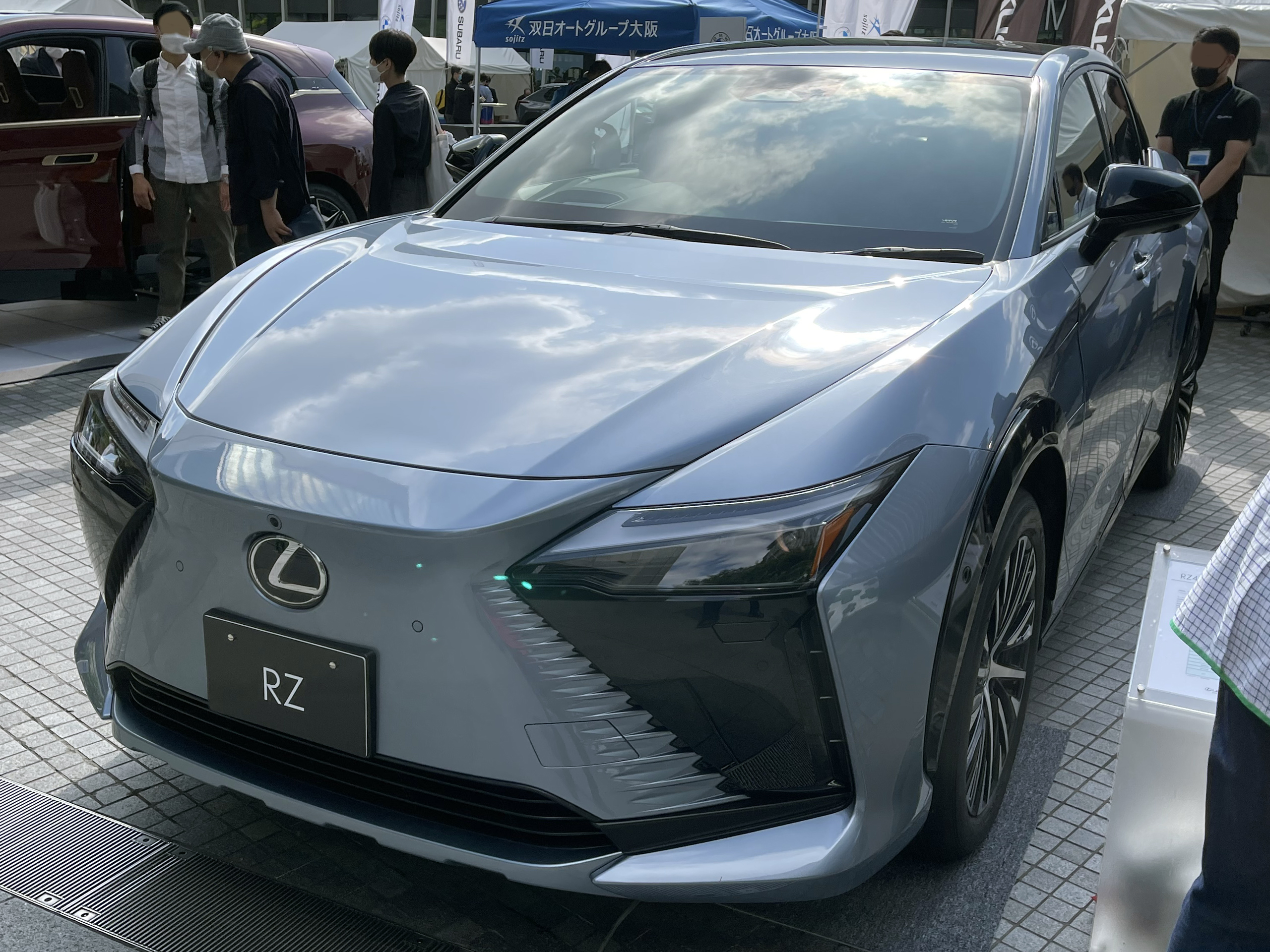
Elölnézetből
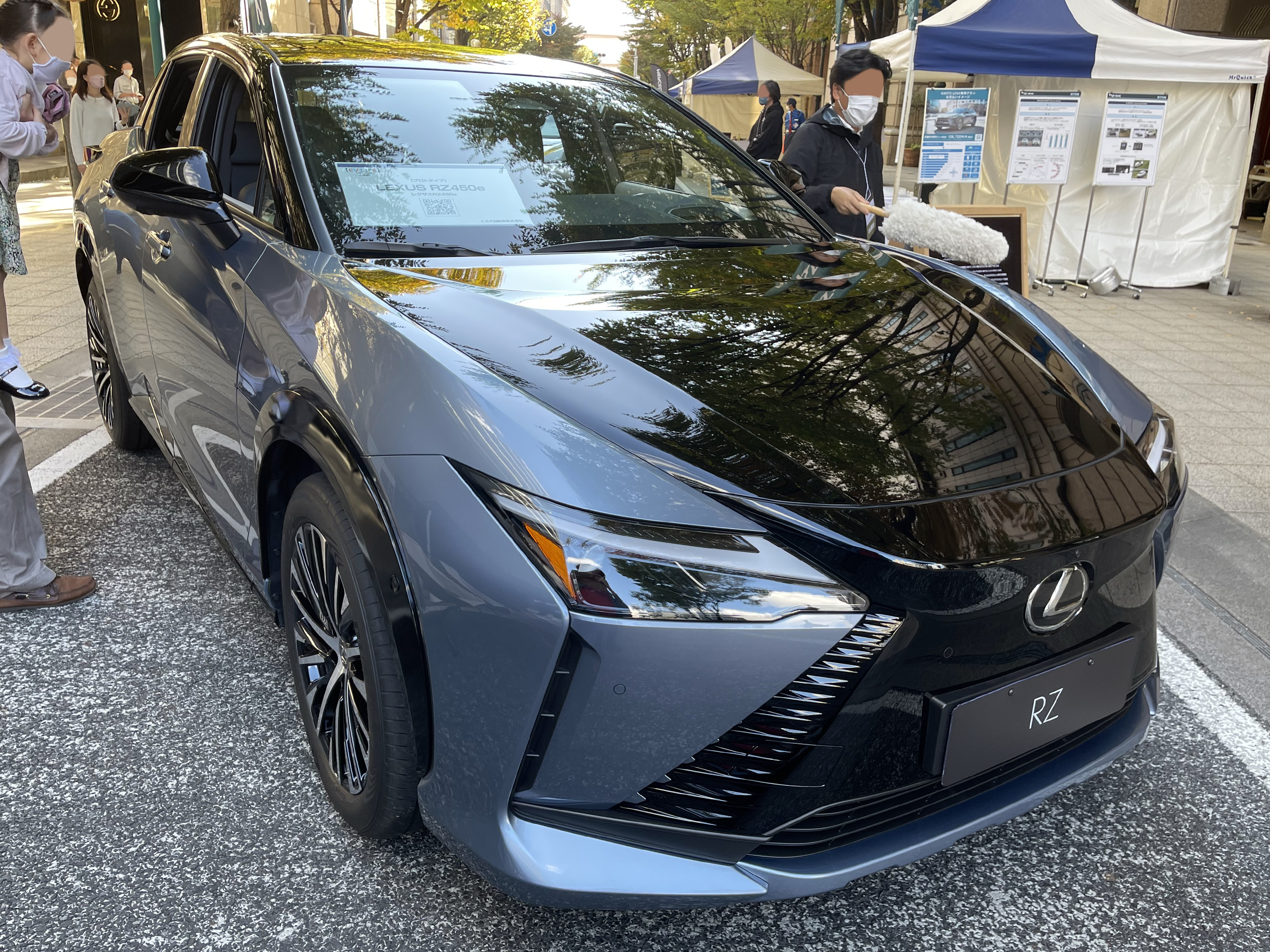
Elölnézetből
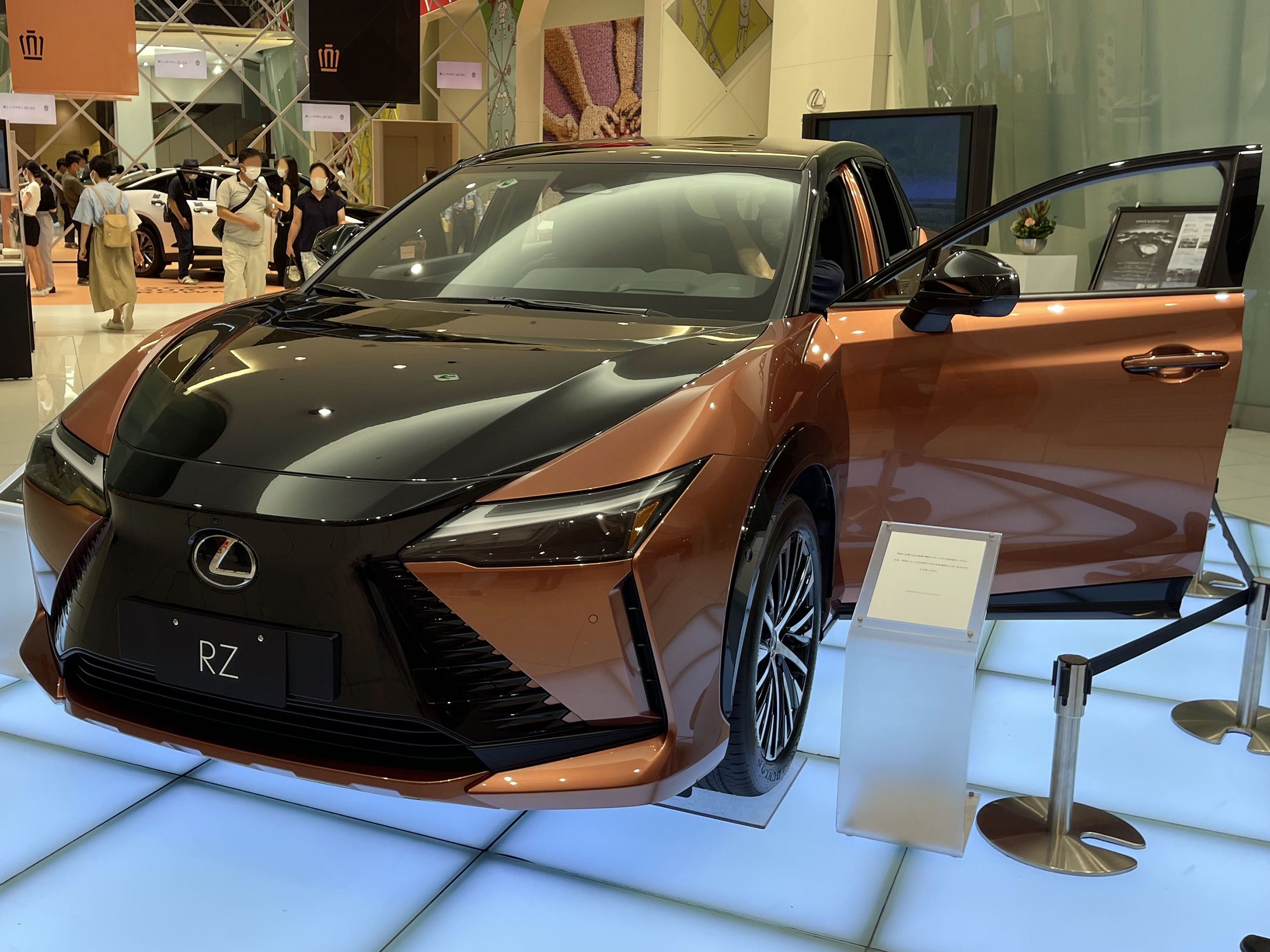
Elölnézetből
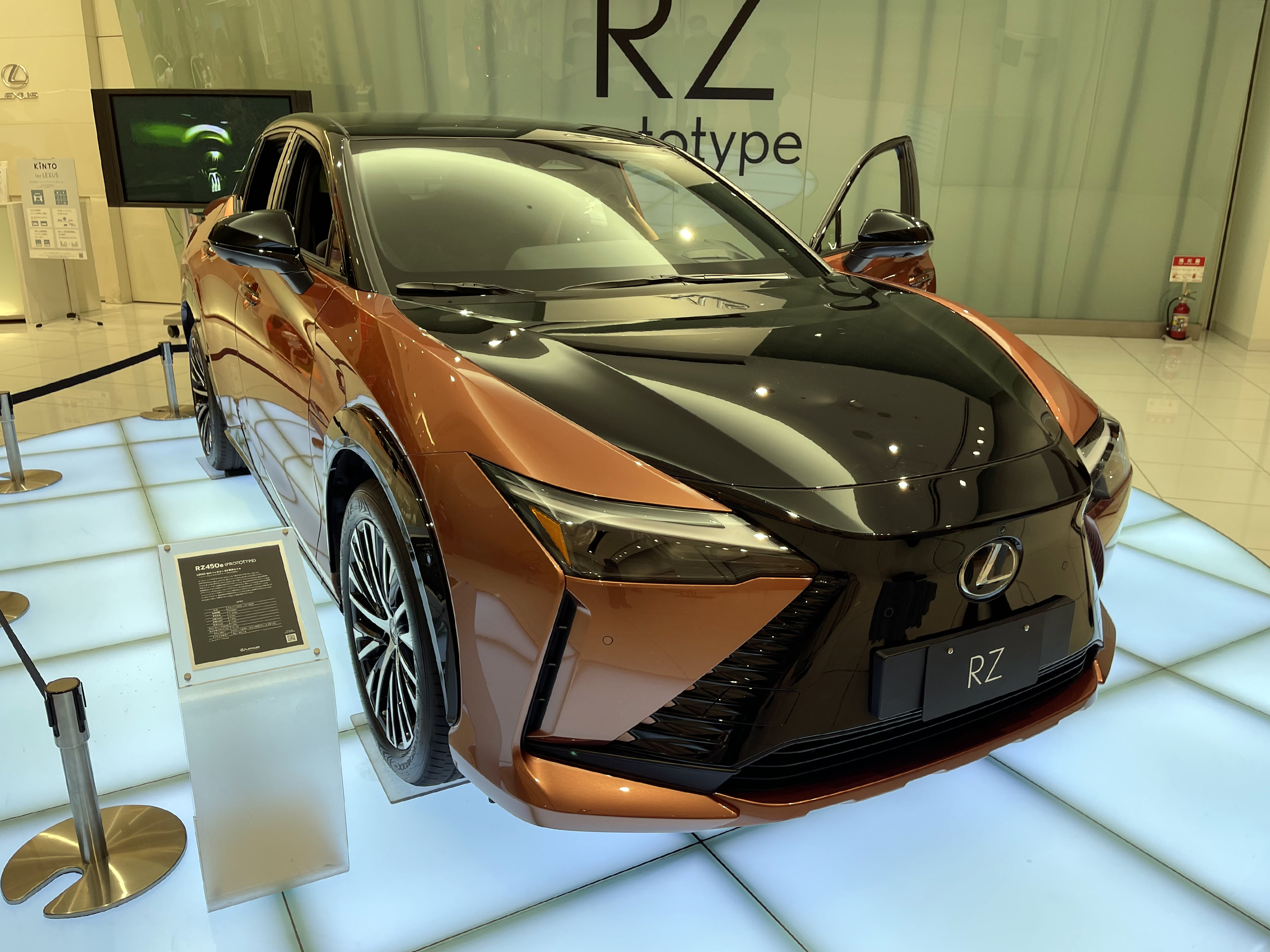
Elölnézetből
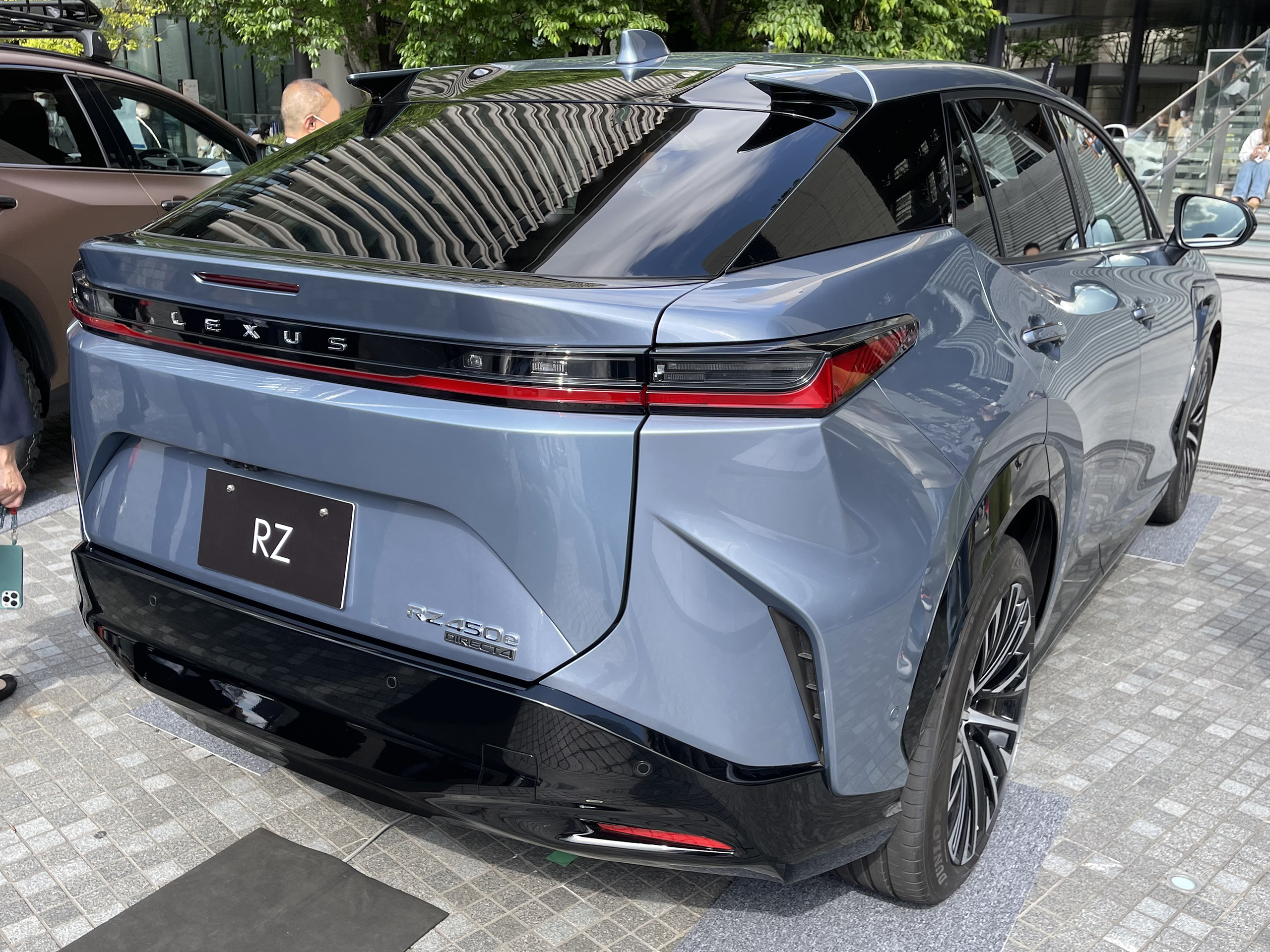
Hátulnézetből
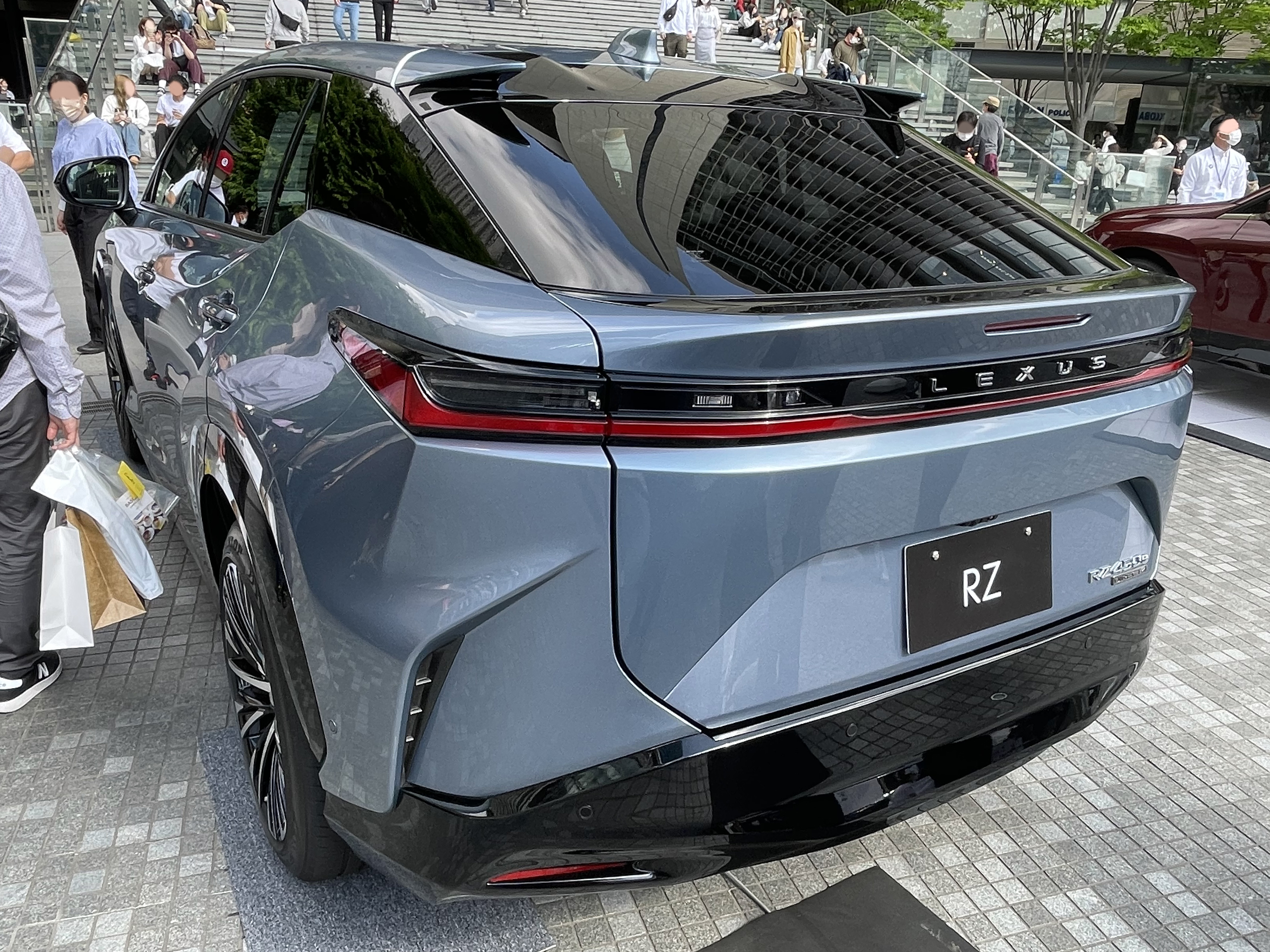
Hátulnézetből
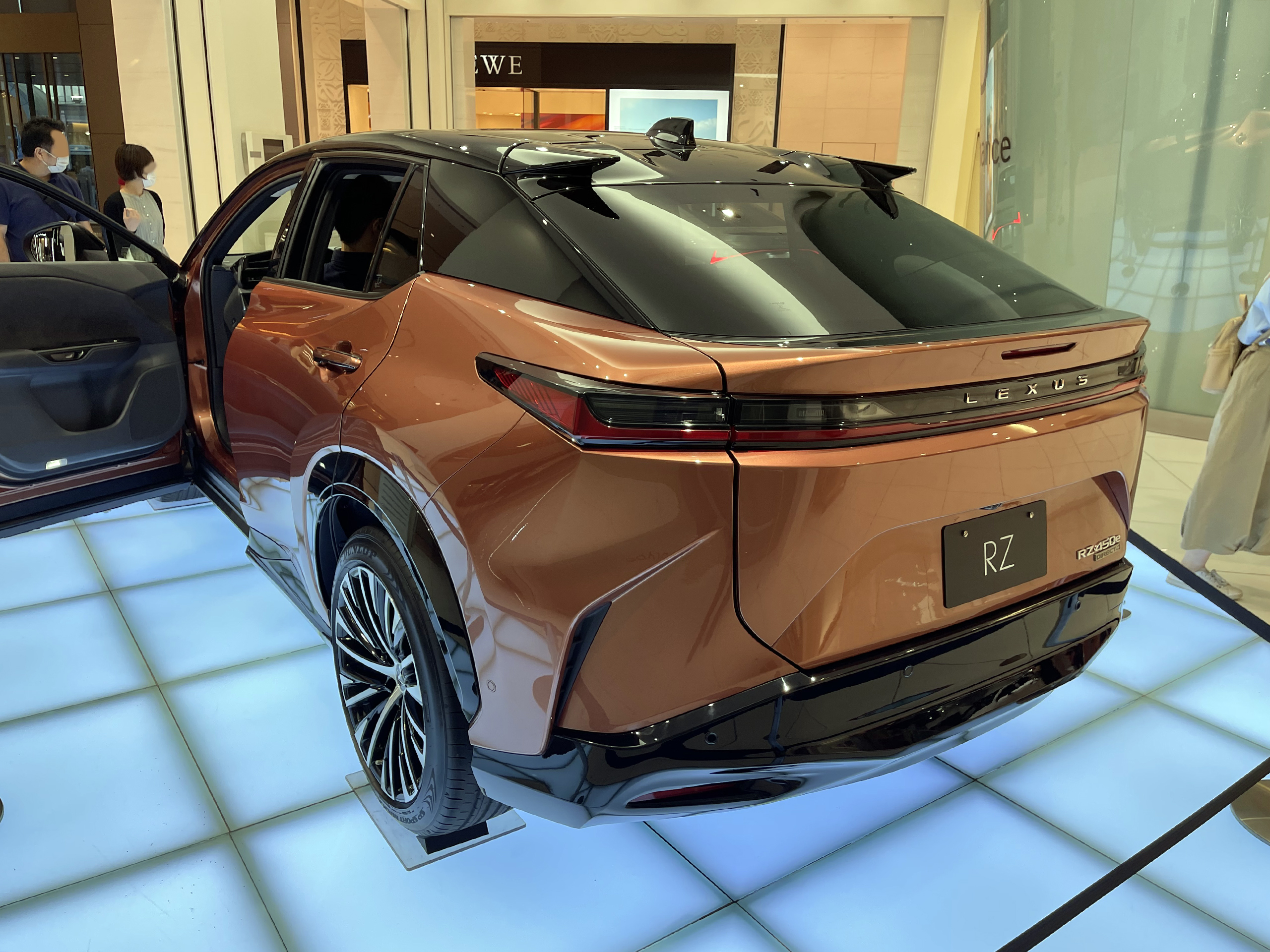
Hátulnézetből
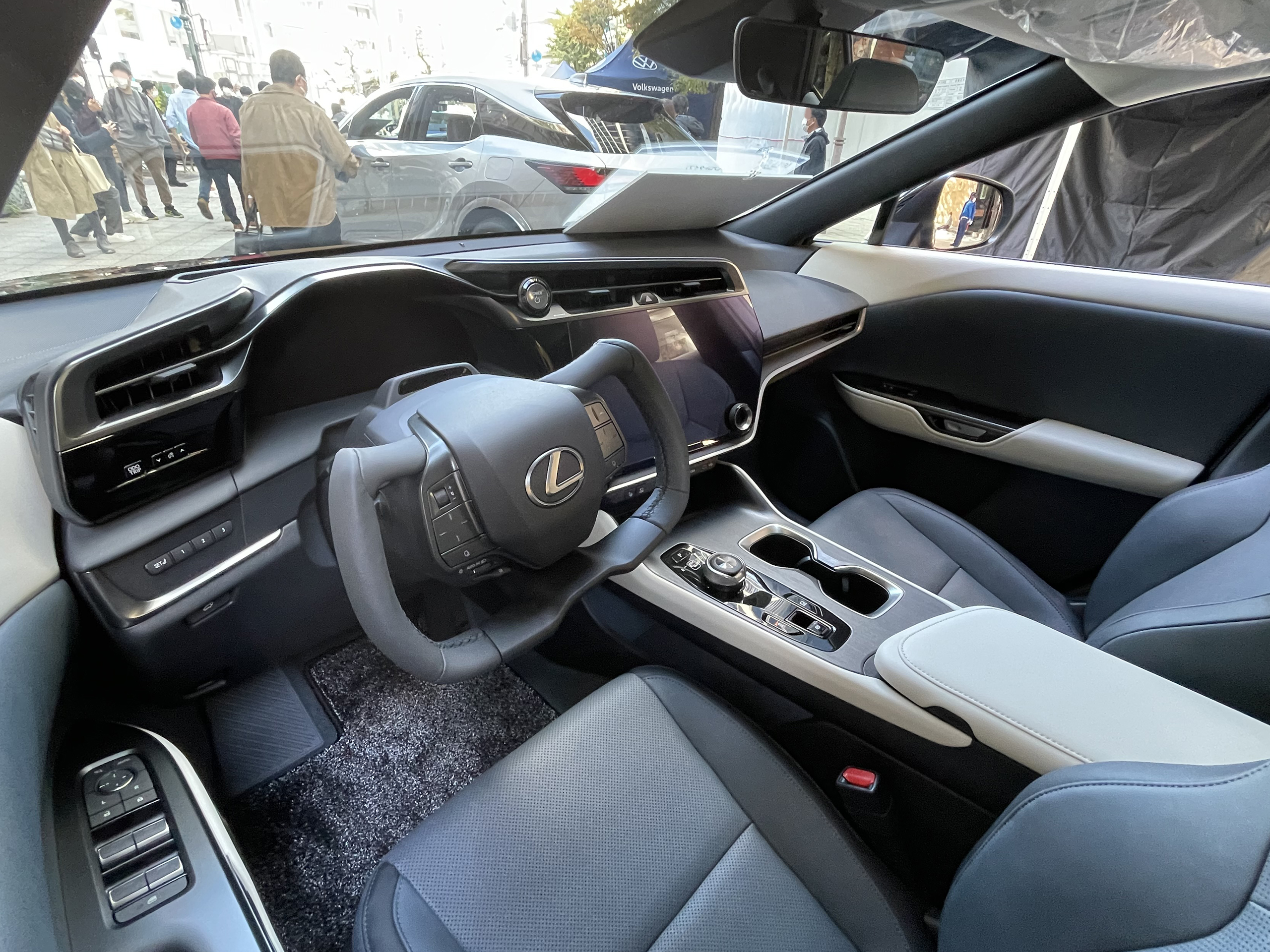
A Lexus RZ belső tere

### Steer-by-wire rendszer
A „steer-by-wire” rendszer, amelyet a Lexus egyes piacokon „One Motion Grip” márkajelzéssel lát el, kormánykerettel érkezik, és megszünteti a fizikai kapcsolatot a járom és a kormányrúd között. A járom helyzete a kormányrúdhoz rögzített motor meghajtására szolgál, míg egy második motor visszajelzést ad magának a járomnak. A járom elfordításához szükséges erőfeszítés a vezetési körülményektől függően változik. A helyzettől függetlenül a teljes forgási tartomány 300 fok, így nincs szükség kéz-átadásra, amelyhez a hagyományos kormánykerék alkalmasabb lehet. Egy gyakorlati teszt során a Motor Trend a Lexus RZ kormányát „kicsit többnek, mint újdonságnak” nevezte, és kijelentette, hogy „a kormányrendszer minimálisra csökkenti a mozgást azáltal, hogy azonnal és intuitívan alkalmazkodik a folyamatosan változó körülményekhez… [ez] egy zseniális mérnöki darab, jó irányba változtathatja a vezetést”.

### Alváz
Az alváz a szerkezeti ragasztók, a lézeres hegesztési eljárások és a nagy szakítószilárdságú acél előnyeit használja a merevség növelése és a súly csökkentése érdekében; a motorháztető alumínium, az akkumulátor pedig az utasok padlója alatt található, hozzájárulva a jármű alacsony súlypontjához. Az e-TNGA platform teljesen független felfüggesztéssel rendelkezik, elöl MacPherson rugóstagokkal, hátul pedig dupla lengőkarral.

### Styling
Hat külső és három belső szín áll rendelkezésre; opcionálisan a külső kéttónusú felületre festhető, a fekete „orsós” rácsokkal a motorháztetőre és a tetőre kiterjesztve. Az alacsony motorháztető és az aktív hűtőrács csökkenti az aerodinamikai ellenállást; ezen kívül az alváz gödröcskével apró örvényeket hoz létre, és a tetőn egy légterelőt használnak a leszorítóerő fokozására.

## Fordítás
Ez a szócikk részben vagy egészben  a   Lexus RZ című angol Wikipédia-szócikk ezen változatának fordításán alapul.  Az eredeti cikk szerkesztőit annak laptörténete sorolja fel. Ez a jelzés csupán a megfogalmazás eredetét és a szerzői jogokat jelzi, nem szolgál a cikkben szereplő információk forrásmegjelöléseként.